# Agosto de 1980 (Polonia)
Agosto de 1980 (en polaco, Sierpień 1980) hace referencia a la época en que se produjo una serie de huelgas de los obreros en la República Popular de Polonia. Las principales huelgas tuvieron lugar en Gdańsk, Szczecin y Jastrzębie-Zdrój.
El Partido Obrero Unificado Polaco decidió concertar un contrato con los manifestantes. A cambio, la oposición podrían crear la primera organización independiente: Solidarność. Los líderes de las huelgas fueron: Lech Wałęsa (Astillero de Gdańsk), Marian Jurczyk (Astillero de Szczecin) y Jarosław Sienkiewicz (Jastrzębie-Zdrój).